# Dyskografia BTS
Dyskografia BTS – południowokoreańskiego boysbandu.

## Albumy

### Albumy studyjne
| Rok                                            | Dane dot. albumu | Najwyższa pozycja | Najwyższa pozycja | Najwyższa pozycja | Najwyższa pozycja | Najwyższa pozycja | Najwyższa pozycja | Najwyższa pozycja | Najwyższa pozycja | Najwyższa pozycja | Najwyższa pozycja | Sprzedaż | Certyfikaty                                                                                               |
| Rok                                            | Dane dot. albumu | KOR               | BEL               | CAN               | JPN               | NLD               | NZL               | SWE               | UK                | US                | US World          | Sprzedaż | Certyfikaty                                                                                               |
| Koreańskie                                     | Koreańskie | Koreańskie        | Koreańskie        | Koreańskie        | Koreańskie        | Koreańskie        | Koreańskie        | Koreańskie        | Koreańskie        | Koreańskie        | Koreańskie        | Koreańskie | Koreańskie                                                                                                |
| ---------------------------------------------- | --- | ----------------- | ----------------- | ----------------- | ----------------- | ----------------- | ----------------- | ----------------- | ----------------- | ----------------- | ----------------- | --- | --- |
| 2014                                           | DARK & WILD - Wydany: 19 sierpnia 2014 - Wytwórnia: Big Hit Entertainment - Format: CD, digital download                                 | 2                 | –                 | –                 | 78                | –                 | –                 | –                 | –                 | –                 | –                 | - KOR: 350 102+ - JPN: 7536+ | |
| 2016                                           | WINGS - Wydany: 10 października 2016 - Wytwórnia: Big Hit Entertainment - Format: CD, digital download                                   | 1                 | 72                | 19                | 7                 | 68                | 24                | 56                | 62                | 26                | 1                 | - KOR: 2 555 053+ - USA: 23 000+ - JPN: 165 695+ - CHN: 441 568+                                                                           | |
| 2017                                           | You Never Walk Alone - Repackage albumu WINGS - Wydany: 13 lutego 2017 - Wytwórnia: Big Hit Entertainment - Format: CD, digital download | 1                 | –                 | 35                | –                 | –                 | –                 | –                 | –                 | 61                | 1                 | - KOR: 2 555 053+ - USA: 23 000+ - JPN: 165 695+ - CHN: 441 568+                                                                           | |
| 2018                                           | Love Yourself: Tear - Wydany: 18 maja 2018 - Wytwórnia: Big Hit Entertainment - Format: CD, digital download                             | 1                 | 6                 | 2                 | 3                 | 6                 | 5                 | 6                 | 8                 | 1                 | 1                 | - KOR: 2 349 588+ - USA: 135 000+ - CHN: 365 840+ - JPN: 280 140+ - UK: 60 000+ - POL: 10 000+                                             | - KOR: 2x Million - JPN: Złoty - UK: Srebrny - POL: złota płyta                                           |
| 2020                                           | Map of the Soul: 7 - Wydany: 21 lutego 2020 - Wytwórnia: Big Hit Entertainment, Columbia - Format: CD, digital download                  | 1                 | 1                 | 1                 | 1                 | 1                 | 1                 | 3                 | 1                 | 1                 | 1                 | - KOR: 4 376 975+ - CHN: 502 933+ - JPN: 506 888+ - USA: 422 000+ - FRA: 50 000+ - POL: 20 000+ - GBR: 60 000+ - BEL: 10 000+ - HUN: 2000+ | - KOR: 4x Million - JPN: Platynowy - FRA: Złoty - POL: Platynowy - GBR: Srebrny - BEL: Złoty - HUN: Złoty |
| 2020                                           | BE - Wydany: 20 listopada 2020 - Wytwórnia: Big Hit Entertainment, Columbia - Format: CD, digital download                               | 1                 | 1                 | 1                 |                   | 2                 | 1                 | 3                 | 2                 | 1                 | 1                 | - KOR: 2 692 022+ - JPN: 460 020+ - CHN: 260 257+ - POL: 10 000+                                                                           | - POL: Złoty                                                                                              |
| Japońskie                                      | |                   |                   |                   |                   |                   |                   |                   |                   |                   |                   | | |
| 2014                                           | WAKE UP - Wydany: 24 grudnia 2014 - Wytwórnia: Pony Canyon - Format: CD, CD+DVD                                                          | –                 | –                 | –                 | 3                 | –                 | –                 | –                 | –                 | –                 | –                 | - JPN: 27 538 | |
| 2016                                           | YOUTH - Wydany: 7 września 2016 - Wytwórnia: Pony Canyon - Format: CD, CD+DVD                                                            | –                 | –                 | –                 | 1                 | –                 | –                 | –                 | –                 | –                 | –                 | - JPN: 100 000+ | - JPN: Złoty                                                                                              |
| 2018                                           | FACE YOURSELF - Wydany: 4 kwietnia 2018 - Wytwórnia: Universal Music Japan - Format: CD, digital download                                | –                 | 94                | 40                | 1                 | 116               | –                 | –                 | 78                | 43                | 1                 | - JPN: 500 000+ | - JPN: 2x Platynowy                                                                                       |
| 2020                                           | MAP OF THE SOUL: 7 ~THE JOURNEY~ - Wydany: 15 lipca 2020 - Wytwórnia: Universal Music Japan - Format: CD, digital download               | –                 | –                 | –                 | 1                 | –                 | –                 | –                 | 35                | 14                | 1                 | - JPN: 710 065+ - CHN: 96 209+ | - JPN: 3x Platynowy                                                                                       |
| „–” oznacza, że wydawnictwo nie było notowane. | |                   |                   |                   |                   |                   |                   |                   |                   |                   |                   | | |

### Minialbumy
| Rok                                            | Dane dot. albumu | Najwyższa pozycja | Najwyższa pozycja | Najwyższa pozycja | Najwyższa pozycja | Najwyższa pozycja | Najwyższa pozycja | Najwyższa pozycja | Najwyższa pozycja | Najwyższa pozycja | Najwyższa pozycja | Najwyższa pozycja | Najwyższa pozycja | Najwyższa pozycja | Sprzedaż | Certyfikaty                                                                                    |
| Rok                                            | Dane dot. albumu | KOR               | AUS               | BEL               | CAN               | JPN               | NLD               | NZL               | SWE               | US                | US Heat           | US Indie          | US World          | UK                | Sprzedaż | Certyfikaty                                                                                    |
| Koreańskie                                     | Koreańskie | Koreańskie        | Koreańskie        | Koreańskie        | Koreańskie        | Koreańskie        | Koreańskie        | Koreańskie        | Koreańskie        | Koreańskie        | Koreańskie        | Koreańskie        | Koreańskie        | Koreańskie        | Koreańskie | Koreańskie                                                                                     |
| ---------------------------------------------- | --- | ----------------- | ----------------- | ----------------- | ----------------- | ----------------- | ----------------- | ----------------- | ----------------- | ----------------- | ----------------- | ----------------- | ----------------- | ----------------- | --- | ---------------------------------------------------------------------------------------------- |
| 2013                                           | O!RUL8,2? - Wydany: 11 września 2013 - Wytwórnia: Big Hit Entertainment - Format: CD, digital download                                                         | 4                 | –                 | –                 | –                 | –                 | –                 | –                 | –                 | –                 | –                 | –                 | –                 | –                 | - KOR: 246 049+ - JPN: 1148+                                                                                                  |                                                                                                |
| 2014                                           | Skool Luv Affair - Wydany: 12 lutego 2014 - Wytwórnia: Big Hit Entertainment - Format: CD, digital download                                                    | 3                 | –                 | –                 | –                 | 92                | –                 | –                 | –                 | –                 | –                 | –                 | 3                 | –                 | - KOR: 458 855+ - JPN: 13914+                                                                                                 |                                                                                                |
| 2014                                           | Skool Luv Affair Special Addition - Repackage albumu Skool Luv Affair - Wydany: 14 maja 2014 - Wytwórnia: Big Hit Entertainment - Format: CD, digital download | 1                 | –                 | –                 | –                 | –                 | –                 | –                 | –                 | –                 | –                 | –                 | –                 | –                 | - KOR: 685 352+ |                                                                                                |
| 2015                                           | The Most Beautiful Moment in Life, Part 1 (화양연화 pt.1) - Wydany: 29 sierpnia 2015 - Wytwórnia: Big Hit Entertainment - Format: CD, digital download         | 1                 | –                 | –                 | –                 | 9                 | –                 | –                 | –                 | –                 | 6                 | 20                | 2                 | –                 | - KOR: 606 038+ - JPN: 12 061+ - USA: 2000+                                                                                   |                                                                                                |
| 2015                                           | The Most Beautiful Moment in Life, Part 2 (화양연화 pt.2) - Wydany: 30 listopada 2015 - Wytwórnia: Big Hit Entertainment - Format: CD, digital download        | 1                 | –                 | –                 | –                 | 15                | –                 | –                 | –                 | 171               | 1                 | 9                 | 1                 | –                 | - KOR: 713 960+ - JPN: 16 358+                                                                                                |                                                                                                |
| 2017                                           | Love Yourself: Her - Wydany: 18 września 2017 - Wytwórnia: Big Hit Entertainment - Format: CD, digital download                                                | 1                 | 8                 | 18                | 3                 | 1                 | 19                | 9                 | 13                | 7                 | –                 | 2                 | 1                 | 14                | - KOR: 2 347 120+ - JPN: 198 784+ - CHN: 248 338+ - USA: 96 000+ - UK: 60 000+                                                | - UK: Srebrny                                                                                  |
| 2019                                           | Map of the Soul: Persona - Wydany: 12 kwietnia 2019 - Wytwórnia: Big Hit, iriver, Columbia, Virgin - Format: CD, digital download                              | 1                 | 1                 | 3                 | 1                 | 2                 | 2                 | 1                 | 2                 | 1                 | –                 | 1                 | 1                 | 1                 | - KOR: 3 915 766+ - JPN: 414 522+ - CHN: 539 261+ - USA: 500 000+ - FRA: 50 000+ - UK: 100 000+ - POL: 10 000+ - BEL: 10 000+ | - KOR: 3x Million - FRA: Złoty - UK: Złoty - USA: Złoty - JPN: Złoty - POL: Złoty - BEL: Złoty |
| Japońskie                                      | |                   |                   |                   |                   |                   |                   |                   |                   |                   |                   |                   |                   |                   | |                                                                                                |
| 2015                                           | Kayōnenka pt. 1 (花様年華 pt.1) - Japońska wersja albumu. - Wydany: 16 września 2015 - Wytwórnia: Pony Canyon - Format: CD, digital download                   | –                 | –                 | –                 | –                 | 9                 | –                 | –                 | –                 | –                 | –                 | –                 | –                 | –                 | - JPN: 29 127+ |                                                                                                |
| 2016                                           | Kayōnenka pt. 2 (花様年華 pt.2) - Japońska wersja albumu. - Wydany: 6 lipca 2016 - Wytwórnia: Pony Canyon - Format: CD, digital download                       | –                 | –                 | –                 | –                 | 45                | –                 | –                 | –                 | –                 | –                 | –                 | –                 | –                 | - JPN: 34 453+ |                                                                                                |
| 2016                                           | Kayōnenka Young Forever (花様年華 Young Forever) - Japońska wersja albumu. - Wydany: 15 marca 2017 - Wytwórnia: Pony Canyon - Format: CD, digital download     | –                 | –                 | –                 | –                 | 51                | –                 | –                 | –                 | –                 | –                 | –                 | –                 | –                 | - JPN: 66 350+ |                                                                                                |
| „–” oznacza, że wydawnictwo nie było notowane. | |                   |                   |                   |                   |                   |                   |                   |                   |                   |                   |                   |                   |                   | |                                                                                                |

### Kompilacje
| Rok                                            | Dane dot. albumu | Najwyższa pozycja | Najwyższa pozycja | Najwyższa pozycja | Najwyższa pozycja | Najwyższa pozycja | Najwyższa pozycja | Najwyższa pozycja | Najwyższa pozycja | Sprzedaż | Certyfikaty                                                                           |
| Rok                                            | Dane dot. albumu | KOR               | CAN               | JPN               | US                | US Heat           | US Indie          | US World          | UK                | Sprzedaż | Certyfikaty                                                                           |
| Koreańskie                                     | Koreańskie | Koreańskie        | Koreańskie        | Koreańskie        | Koreańskie        | Koreańskie        | Koreańskie        | Koreańskie        | Koreańskie        | Koreańskie | Koreańskie                                                                            |
| ---------------------------------------------- | --- | ----------------- | ----------------- | ----------------- | ----------------- | ----------------- | ----------------- | ----------------- | ----------------- | --- | ------------------------------------------------------------------------------------- |
| 2016                                           | The Most Beautiful Moment in Life: Young Forever (화양연화 Young Forever) - Wydany: 2 maja 2016 - Wytwórnia: Big Hit Entertainment - Format: CD, digital download         | 1                 | 99                | 51                | 107               | 10                | 42                | 2                 | –                 | - KOR: 847 057+ - CHN: 155 076+ - USA: 6000 - UK: 60 000+                                                      | - UK: Srebrny                                                                         |
| 2017                                           | The Best of Bangtan Sonyeondan -Korea Edition- (THE BEST OF 防弾少年団-KOREA EDITION-) - Wydany: 6 stycznia 2017 - Wytwórnia: Pony Canyon - Format: CD, digital download  | –                 | –                 | 5                 | –                 | –                 | –                 | –                 | –                 | - JPN: 52 310+                                                                                                 | - JPN: Złoty                                                                          |
| 2018                                           | Love Yourself: Answer - Wydany: 24 sierpnia 2018 - Wytwórnia: Big Hit Entertainment - Format: CD, digital download, streaming audio                                       | 1                 | 1                 | 1                 | 1                 | –                 | 1                 | 1                 | 14                | - KOR: 2 731 330+ - JPN: 339 609+ - USA: 1 000 000+ - NZL: 7500+ - UK: 100 000+ - CHN: 443 619+ - POL: 10 000+ | - KOR: 2x Million - JPN: Złoty - USA: Platynowy - NZL: Złoty - UK: Złoty - POL: Złoty |
| 2022                                           | Proof - Wydany: 10 czerwca 2022 - Wytwórnia: Big Hit Entertainment, Universal, Virgin - Format: CD, digital download, streaming audio                                     | 1                 | 1                 | 1                 | 1                 | –                 | –                 | 1                 | 8                 | - KOR: 2 957 410+ - JPN: 513 724+ - USA: 266 000+ - POL: 10 000+                                               | - POL: Złoty                                                                          |
| Japońskie                                      | |                   |                   |                   |                   |                   |                   |                   |                   | |                                                                                       |
| 2014                                           | 2 COOL 4 SKOOL/O!RUL8,2? - Wydany: 24 kwietnia 2014 - Wytwórnia: Pony Canyon - Format: CD, CD+DVD                                                                         | –                 | –                 | 58                | –                 | –                 | –                 | –                 | –                 | - JPN: 1627+                                                                                                   |                                                                                       |
| 2017                                           | The Best of Bangtan Sonyeondan -Japan Edition- (THE BEST OF 防弾少年団 -JAPAN EDITION-) - Wydany: 6 stycznia 2017 - Wytwórnia: Pony Canyon - Format: CD, digital download | –                 | –                 | 6                 | –                 | –                 | –                 | –                 | –                 | - JPN: 85 007+                                                                                                 | - JPN: Złoty                                                                          |
| 2021                                           | BTS, THE BEST - Wydany: 16 czerwca 2021 - Wytwórnia: Universal Music - Format: CD, digital download                                                                       | –                 | –                 | 1                 | –                 | –                 | –                 | –                 | –                 | - JPN: 946 703+                                                                                                | - JPN: Million                                                                        |
| „–” oznacza, że wydawnictwo nie było notowane. | |                   |                   |                   |                   |                   |                   |                   |                   | |                                                                                       |

### Ścieżka dźwiękowa
| Rok  | Dane dot. albumu | Najwyższa pozycja | Najwyższa pozycja | Najwyższa pozycja | Najwyższa pozycja | Najwyższa pozycja | Najwyższa pozycja | Sprzedaż                                                    |
| Rok  | Dane dot. albumu | KOR               | AUS               | CAN               | DEN               | JPN               | US                | Sprzedaż                                                    |
| ---- | --- | ----------------- | ----------------- | ----------------- | ----------------- | ----------------- | ----------------- | ----------------------------------------------------------- |
| 2019 | BTS World: Original Soundtrack - Wydany: 28 czerwca 2019 - Wytwórnia: Big Hit Entertainment, TakeOne - Format: CD, streaming | 1                 | 55                | 58                | 37                | 4                 | 72                | - KOR: 553 364+ - CHN: 168 911+ - JPN: 56 408+ - USA: 3000+ |

### Single CD
| Rok  | Dane dot. albumu                                                                                           | Najwyższa pozycja | Sprzedaż        |
| Rok  | Dane dot. albumu                                                                                           | KOR               | Sprzedaż        |
| ---- | --- | ----------------- | --------------- |
| 2013 | 2 Cool 4 Skool - Wydany: 12 czerwca 2013 - Wytwórnia: Big Hit Entertainment - Format: CD, digital download | 5                 | - KOR: 231 521+ |

## Single
| 2013                                                                               | „No More Dream”                                     | 124 | –   | –  | –   | – | –      | –  | 14    | - KOR: 23 237+                                            | 2 Cool 4 Skool                                   |
| 2013                                                                               | „N.O”                                               | 92  | –   | –  | –   | – | –      | –  | –     | - KOR: 19 972+                                            | O!RUL8,2?                                        |
| 2013                                                                               | „Attack on Bangtan (진격의 방탄)”                   | 353 | –   | –  | –   | – | –      | –  | –     | - KOR: 3769                                               | O!RUL8,2?                                        |
| 2014                                                                               | „Boy in Luv (상남자)”                               | 45  | –   | –  | –   | – | –      | –  | 5     | - KOR: 204 742+                                           | Skool Luv Affair                                 |
| 2014                                                                               | „Just One Day” (kor. 하루만)                        | 149 | –   | –  | –   | – | –      | –  | 25    | - KOR: 28 255                                             | Skool Luv Affair                                 |
| 2014                                                                               | „Miss Right”                                        | 43  | –   | –  | –   | – | –      | –  | –     | - KOR: 64 781+                                            | Skool Luv Affair Special Addition                |
| 2014                                                                               | „Danger”                                            | 58  | –   | –  | –   | – | –      | –  | 7     | - KOR: 55 136+                                            | Dark & Wild                                      |
| 2014                                                                               | „War of Hormone” (kor. 호르몬 전쟁)                 | 173 | –   | –  | –   | – | –      | –  | 11    | - KOR: 36 674                                             | Dark & Wild                                      |
| 2015                                                                               | „I NEED U”                                          | 5   | –   | –  | –   | – | –      | –  | 4     | - KOR: 617 193+                                           | The Most Beautiful Moment in Life, Part 1        |
| 2015                                                                               | „Dope (쩔어)”                                       | 44  | –   | –  | –   | – | –      | –  | 3     | - KOR: 360 349+                                           | The Most Beautiful Moment in Life, Part 1        |
| 2015                                                                               | „RUN”                                               | 8   | –   | –  | –   | – | –      | –  | 3     | - KOR: 427 073+                                           | The Most Beautiful Moment in Life, Part 2        |
| 2016                                                                               | „Epilogue _ Young Forever”                          | 29  | –   | –  | –   | – | –      | –  | 3     | - KOR: 96 506+                                            | The Most Beautiful Moment In Life: Young Forever |
| 2016                                                                               | „FIRE (불타오르네)”                                 | 7   | –   | 11 | –   | – | 30     | –  | 1     | - KOR: 800 862+                                           | The Most Beautiful Moment In Life: Young Forever |
| 2016                                                                               | „Save ME”                                           | 19  | –   | 23 | –   | – | –      | –  | 2     | - KOR: 189 787+                                           | The Most Beautiful Moment In Life: Young Forever |
| 2016                                                                               | „Blood Sweat & Tears (피 땀 눈물)”                  | 1   | 86  | 22 | 168 | – | 18     | –  | 1     | - KOR: 1 575 357+                                         | Wings                                            |
| 2017                                                                               | „Spring Day (봄날)”                                 | 1   | 100 | 6  | –   | – | 38     | 9  | 1     | - KOR: 1 534 438+ - USA: 14 000                           | You Never Walk Alone                             |
| 2017                                                                               | „Not Today”                                         | 6   | 77  | 7  | –   | – | 23     | –  | 1     | - KOR: 243 139+ - USA: 5000                               | You Never Walk Alone                             |
| 2017                                                                               | „DNA”                                               | 2   | 47  | 10 | –   | – | 5      | 3  | 1     | - KOR: 869 080+ - USA: Złota (500 000+)                   | Love Yourself: Her                               |
| 2017                                                                               | „MIC Drop”                                          | 17  | –   | –  | –   | – | –      | –  | –     | - KOR: 337 136+ - USA: 1 000 000+ (Platynowy)             | Love Yourself: Her                               |
| 2018                                                                               | „Fake Love”                                         | 1   | 22  | –  | 116 | – | 5      | 1  | 1     | - KOR: dane niedostępne - USA: Złota (500 000+)           | Love Yourself: Tear                              |
| 2018                                                                               | „Idol” (solo)                                       | 1   | –   | –  | –   | – | 11     | 1  | –     | - KOR: dane niedostępne - USA: 1 000 000+ (Platynowy)     | Love Yourself: Answer                            |
| 2018                                                                               | „Idol” (feat. Nicki Minaj)                          | 86  | 5   | –  | 103 | – | 47     | –  | 1     | - KOR: dane niedostępne - USA: 1 000 000+ (Platynowy)     | Love Yourself: Answer                            |
| 2019                                                                               | „Boy with Luv (작은 것들을 위한 시)” (feat. Halsey) | 1   | 7   | –  | 114 | – | 7      | 1  | 1     | - USA: 1 000 000+ (Platynowy)                             | Map of the Soul: Persona                         |
| 2019                                                                               | „Dream Glow” (feat. Charli XCX)                     | 75  | –   | –  | –   | – | –      | 4  | 1     |                                                           | BTS World                                        |
| 2019                                                                               | „A Brand New Day” (feat. Zara Larsson)              | 103 | –   | –  | –   | – | –      | 12 | 1     |                                                           | BTS World                                        |
| 2019                                                                               | „All Night” (feat. Juice Wrld)                      | 102 | –   | –  | –   | – | –      | –  | 1     |                                                           | BTS World                                        |
| 2019                                                                               | „Heartbeat”                                         | 62  | 83  | –  | –   | – | 83     | 6  | 1     |                                                           | BTS World                                        |
| 2019                                                                               | „Make It Right” (feat. Lauv)                        | 80  | 65  | –  | –   | – | –      |    | 1     |                                                           | –                                                |
| 2020                                                                               | „Black Swan”                                        | 7   | 63  | –  | 117 | – | 31     |    | 1     | - CHN: 350 360+                                           | Map of the Soul: 7                               |
| 2020                                                                               | „On”                                                | 1   | 18  | –  | 51  | – | –      |    | 1     |                                                           | Map of the Soul: 7                               |
| 2020                                                                               | „Life Goes On”                                      | 3   | 8   |    |     |   | 10     |    | 1     |                                                           | BE                                               |
| Japońskie                                                                          |                                                     |     |     |    |     |   |        |    |       |                                                           |                                                  |
| 2014                                                                               | „NO MORE DREAM”                                     | –   | –   | –  | –   | 8 | –      | –  | –     | - JPN: 34 748                                             | Wake Up                                          |
| 2014                                                                               | „BOY IN LUV”                                        | –   | –   | –  | –   | 4 | –      | –  | –     | - JPN: 44 302+                                            | Wake Up                                          |
| 2014                                                                               | „Danger”                                            | –   | –   | –  | –   | 5 | –      | –  | –     | - JPN: 50 261+                                            | Wake Up                                          |
| 2015                                                                               | „FOR YOU”                                           | –   | –   | –  | –   | 1 | –      | –  | –     | - JPN: 75 553+ (Złoty)                                    | Youth                                            |
| 2015                                                                               | „I NEED U”                                          | –   | –   | –  | –   | 3 | 4      | –  | –     | - JPN: 105 235+ (Złoty)                                   | Youth                                            |
| 2016                                                                               | „RUN”                                               | –   | –   | –  | –   | 2 | 2      | –  | –     | - JPN: 133 469+ (Złoty)                                   | Youth                                            |
| 2017                                                                               | „Chi, ase, namida” (jap. 血、汗、涙)                | –   | –   | –  | –   | 1 | –      | –  | –     | - JPN: 266 910+ (Platynowy)                               | Face Yourself                                    |
| 2017                                                                               | „MIC Drop/DNA/Crystal Snow”                         | 94  | –   | –  | –   | 1 | 1      | –  | –     | - JPN: 500 000+ (2x Platynowy)                            | Face Yourself                                    |
| 2018                                                                               | „FAKE LOVE/Airplane pt.2”                           | –   | –   | –  | –   | 1 | 1 / 25 | –  | –     | - JPN: 480 521+ (2x Platynowy)                            | Map of the Soul: 7 – The Journey                 |
| 2019                                                                               | „Lights/Boy with Luv”                               | –   | –   | –  | –   | 1 | 1 / 17 | –  | 1 / – | - JPN: 757 970+ (Million) - POL: 200 000+ (2x Diamentowy) | Map of the Soul: 7 – The Journey                 |
| 2020                                                                               | „Stay Gold”                                         | –   | –   |    |     | – | 12     |    | 1     | - CHN: 317 302+                                           | Map of the Soul: 7 – The Journey                 |
| Angielskie                                                                         |                                                     |     |     |    |     |   |        |    |       |                                                           |                                                  |
| 2017                                                                               | „MIC Drop” (Steve Aoki Remix) (Feat. Desiigner)     | 39  | 37  | –  |     |   | 1      | 5  | 1     |                                                           | –                                                |
| 2020                                                                               | „Dynamite”                                          | 1   | 2   |    |     |   | 2      |    | –     | - CHN: 1 240 327+ - POL: 20 000+ (Platynowy)              | BE                                               |
| 2021                                                                               | „Butter”                                            | 1   | 2   |    |     | 1 | 1      |    | –     | - JPN: 220 987+ (CD)                                      | –                                                |
| „–” oznacza, że wydawnictwo nie było notowane. „X” oznacza, że lista nie istniała. |                                                     |     |     |    |     |   |        |    |       |                                                           |                                                  |